# 韦昌
韦昌（1975年11月—），女，怒族，云南福贡人，中华人民共和国政治人物。现任福贡县政协副主席。第十四届全国政协委员。